# چرخه قاعدگی

چرخه قاعدگی

چرخه قاعدگی (به انگلیسی: Menstrual cycle) مجموعه‌ای از تغییرات طبیعی در تولید هورمون و ساختارهای رحم و تخمدان‌های دستگاه تولیدمثل در زنان است که بارداری را امکان‌پذیر می‌سازد. «چرخه تخمدانی» تشکیل اووسیت و ترشح دوره‌ای استروژن و پروژسترون را کنترل می‌کند و «چرخهٔ رحمی» در آماده‌سازی و نگهداری پوشش داخلی رحم برای دریافت سلول تخم و لانه‌گزینی جنین نقش دارد. این چرخه‌ها همزمان و هماهنگ بوده و معمولاً بین ۲۱ تا ۳۵ روز در زنان بالغ (با متوسط ۲۸ روز) به طول می‌انجامند و حدود ۳۰ تا ۴۵ سال ادامه می‌یابند.
هورمون‌ها، چرخه‌های قاعدگی را ایجاد می‌کنند. افزایش و کاهش دوره‌ای هورمون محرک فولیکولی موجب تولید و رشد سلول‌های فولیکولی و اووسیت‌ها (سلول‌های جنسی نابالغ) می‌شود. هورمون استروژن نیز پوشش داخلی رحم (آندومتر) را ضخیم نموده تا در صورت لقاح، رویان را در خود جای دهد و تسهیل خون‌رسانی به این پوشش ضخیم شده، مواد مغذی را برای جنینی که با موفقیت لانه‌گزینی شده است فراهم می‌کند. اگر لانه‌گزینی اتفاق نیفتد، پوشش داخلی از بین رفته و خون‌ریزی آغاز می‌شود. قاعدگی که با کاهش سطح استروژن و پروژسترون ایجاد می‌گردد (در اصطلاح رایج «پریود»)، تخریب دوره‌ای آندومتر را به همراه دارد و نشانه‌ای از عدم بارداری است.
هر چرخه بر اساس رویدادهای تخمدان (چرخه تخمدان) یا رحم (چرخه رحم) به فازهای مختلفی تقسیم می‌شود. چرخهٔ تخمدان از فاز فولیکولی، تخمک‌گذاری و فاز لوتئال تشکیل شده و چرخهٔ رحم نیز شامل قاعدگی، فاز تکثیری و ترشحی است. نخستین روزِ چرخه قاعدگی، ابتدای فرایند قاعدگی است که حدود پنج روز به طول می‌انجامد، سپس آندومتر مجدداً ضخیم شده (فاز تکثیری) و با ثبات آندومتر، فاز ترشحی که معمولاً لانه‌گزینی در آن اتفاق می‌افتد آغاز می‌شود. چرخهٔ تخمدان با رشد و تولید فولیکول‌ها شروع و در حدود روز چهاردهم، با تخمک‌گذاریِ معمولاً یک اووسیت، به فاز دوم خود می‌رود. فاز لوتئال که با فاز ترشحی رحم همزمان است، با تشکیل جسم زرد همراه بوده و در صورت عدم بارداری، قاعدگی را ممکن می‌سازد. منارک (شروع اولین قاعدگی) معمولاً در حدود سن دوازده سالگی رخ می‌دهد.
چرخه قاعدگی در برخی از زنان با سندرم پیشاقاعدگی (PMS) همراه است که علائمی همچون درد در پستان‌ها و خستگی دارد. علائم شدیدتری که بر زندگی روزمره تأثیر می‌گذارد به عنوان اختلال ناخوشی پیشاقاعدگی طبقه‌بندی می‌شوند و ۳ تا ۸ درصد از زنان آن را تجربه می‌کنند. در چند روز نخست قاعدگی، برخی از زنان دچار درد پریود می‌شوند که گاهی از شکم به پشت و بالای ران‌ها گسترش یابد. چرخه قاعدگی را می‌توان با داروهای ضدبارداری هورمونی تغییر داد.

## چرخه‌ها و مراحل
| چرخه تخمدان  | زمان رخداد (روز)                                                      | چرخه رحم | مدت زمان (روز)          |
| ------------ | --------------------------------------------------------------------- | -------- | ----------------------- |
| فاز فولیکولی | روز ۱ تا ۱۴ در زنان ۱۸ تا ۲۴ ساله و روز ۱ تا ۱۰ در زنان ۴۰ تا ۴۴ ساله | قاعدگی   | به‌طور معمول روز ۲ تا ۶  |
| تخمک‌گذاری    | روز ۱۴ در زنان ۱۸ تا ۲۴ ساله و روز ۱۰ در زنان ۴۰ تا ۴۴ ساله           | تکثیری   | بعد از قاعدگی تا روز ۱۴ |
| فاز لوتئال   | بین ۱۰ تا ۱۶ روز پس از تخمک‌گذاری (به‌طور معمول روز ۱۴ تا ۲۸)           | ترشحی    | روز ۱۴ تا ۲۸            |

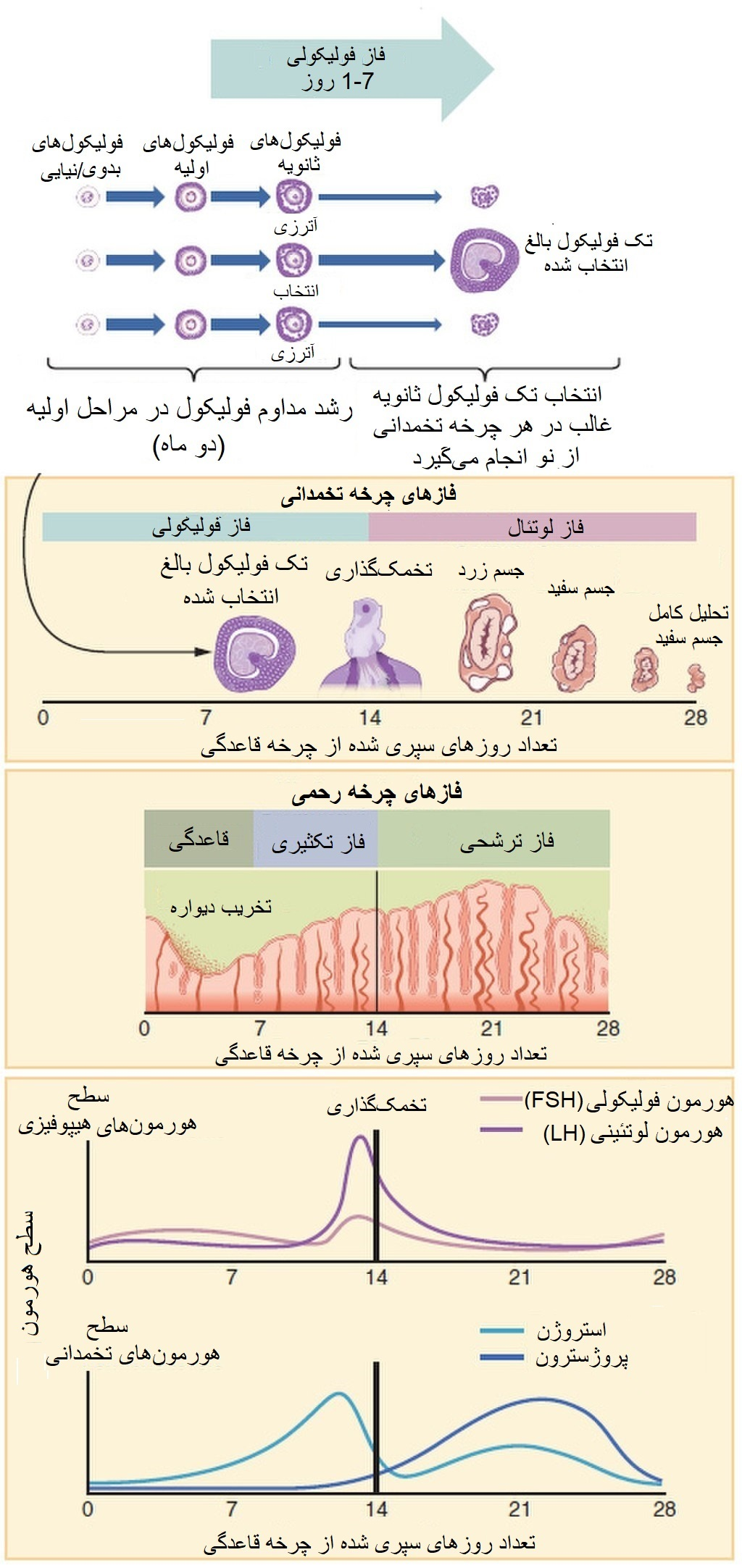
چرخه قاعدگی و برخی از هورمون‌های مؤثر در آن

چرخه قاعدگی شامل چرخه تخمدان و چرخه رحم است. چرخهٔ تخمدان، تغییرات صورت گرفته در فولیکول‌های تخمدان و چرخهٔ رحم، تغییرات صورت گرفته در پوشش آندومتر رحم را توصیف می‌کند. هر دو چرخه به فازهای مختلفی تقسیم می‌شوند. چرخه تخمدانی شامل فازهای فولیکولی، تخمک‌گذاری، لوتئال و چرخه رحمی شامل قاعدگی، فاز تکثیری و ترشحی است. چرخه قاعدگی توسط هیپوتالاموس و هیپوفیز پیشین کنترل می‌شود. هیپوتالاموس هورمون آزاد کننده گنادوتروپین (GnRH) ترشح می‌کند که باعث تحریک هیپوفیز پیشین برای ترشح هورمون محرک فولیکولی (FSH) و هورمون لوتئینی (LH) می‌شود. قبل از بلوغ، GnRH در مقادیر کم و با سرعت ثابت آزاد می‌گردد؛ پس از بلوغ، مقدار آن افزایش یافته و بسته به تواتر و میزان پیام‌های عصبی هیپوتالاموس، مقدار تولید FSH و LH توسط هیپوفیز تعیین می‌شود.
طول هر چرخه قاعدگی متفاوت بوده اما به‌طور متوسط هر ۲۸ روز، از روز اول یک قاعدگی تا روز اول قاعدگی بعدی، رخ می‌دهد. این چرخه اغلب در آغاز و پایانِ دوران باروریِ زن چندان منظم نیست. با آغاز بلوغ، بدن کودک، توانایی تولید سلول‌های زایا و امکان تولیدمثل را می‌یابد. نخستین چرخه قاعدگی (منارک) حوالی ۱۲ سالگی رخ می‌دهد و حدود ۳۰–۴۵ سال پس از آن ادامه می‌یابد. چرخه‌های قاعدگی با یائسگی، که معمولاً بین ۴۵ تا ۵۵ سالگی رخ می‌دهد، به پایان می‌رسند.

### چرخه تخمدان
مابین قاعدگی و یائسگی، تخمدان‌های انسان در طول چرخه قاعدگی ماهانه، به‌طور منظم فازهای لوتئال و فولیکولی را ایجاد می‌کنند. با افزایش تدریجی مقدار استروژن در فاز فولیکولی، خونرَوی متوقف و پوشش رحم ضخیم می‌گردد. فعل و انفعالات پیچیده هورمون‌ها رشد فولیکول‌های تخمدان را در پی دارد. پس از چند روز، یکی از فولیکول‌ها که از بقیه رشد بیشتری داشته است، باقی مانده و فولیکول‌های کوچک‌تر از بین می‌روند. تقریباً در میانهٔ چرخه، حدود ۱۰ تا ۱۲ ساعت پس از افزایش ناگهانی هورمون لوتئینی (LH), در رویدادی به نام تخمک‌گذاری، فولیکولِ غالب یک اووسیت به درون لوله رحم آزاد می‌کند.
پس از تخمک‌گذاری، اووسیت به مدت ۲۴ ساعت یا کمتر بدون لقاح به بقای خود ادامه می‌دهد، باقی‌ماندهٔ فولیکول غالب در تخمدان به جسم زرد تبدیل می‌شود و وظیفه اصلی تولید مقادیر زیادی هورمون پروژسترون را بر عهده می‌گیرد. تحت تأثیر پروژسترون، پوشش رحم تغییر می‌کند تا برای لانه گزینی احتمالی رویان و ایجاد بارداری آماده شود. ضخامت آندومتر در پاسخ به سطوح فزاینده استروژن که توسط فولیکول‌های تخمدانی به‌درون خون ترشح می‌گردد، همچنان افزایش می‌یابد. حداکثر سطح استروژن در حدود روز سیزدهمِ چرخه و همزمان با تخمک‌گذاری به ثبت می‌رسد. اگر لانه‌گزینی در عرض حدود دو هفته اتفاق نیفتد، جسم زرد به جسم سفید (آلبیکَنس) تبدیل می‌شود که هورمون تولید نمی‌کند و باعث افت شدید سطح پروژسترون و استروژن می‌گردد. در اثر این کاهش، پوشش داخلی رحم به مرور زمان تخریب می‌شود، به گونه‌ای که در کمترین ضخامت آن، سطح هورمون استروژن نیز در کمترین میزانِ خود قرار دارد. جسم سفید تا انتهای چرخه قبلی و آغاز چرخه جدید به‌طور کامل از بین می‌رود.
در یک چرخه قاعدگی، چرخه‌های تخمدان و رحم همزمان و هماهنگ هستند و بین ۲۱ تا ۳۵ روز با میانگین جمعیتی ۲۷ تا ۲۹ روز رخ می‌دهند. اگرچه میانگین طول دوره قاعدگی انسان به صورت گام‌های ماهیانه است، اما بین این دو رابطه علت و معلولی وجود ندارد.

#### فاز فولیکولی
تخمدان‌ها حاوی تعداد محدودی اووگونی، سلول‌های گرانولوزا و سلول‌های تِکا هستند که با هم فولیکول‌های بدوی یا نیایی را تشکیل می‌دهند. تا هفته ۲۰ بارداری حدود ۷ میلیون اووسیت در هر تخمدان جنینِ دختر تشکیل می‌شود. این رقم در زمان تولد به حدود ۲ میلیون کاهش می‌یابد و تا اولین دوره قاعدگی به ۳۰۰۰۰۰ اووسیت می‌رسد. پس از قاعدگی به‌طور معمول هر ماه، یک اووسیت بالغ در طی تخمک‌گذاری آزاد می‌شود. با شروع بلوغ، این اووسیت‌های مستقل از چرخه قاعدگی به صورت فولیکول‌های اولیه در می‌آیند. فرایند رشدی اووسیت، از زمان تقسیم اووگونی تا تخمک‌گذاری، اووژنز نامیده می‌شود که در پایان آن تنها یک اووسیت از تقسیمات سلولی باقی می‌ماند تا لقاح را صورت دهد. سلول‌های دیگر که توانایی باوری ندارند به شکل اجسام قطبی دور ریخته می‌شوند. فاز فولیکولی نخستین قسمت از چرخه تخمدان است و با تشکیل فولیکول بالغ (گرآف) به پایان می‌رسد. نخستین میوزِ اووسیت تا زمانی که فولیکول غالب تشکیل نشود همچنان ناقص می‌ماند. در طی این مرحله معمولاً فقط یک فولیکول تخمدانی به‌طور کامل بالغ و و آمادهٔ تخمک‌گذاری می‌شود. فاز فولیکولی با افزایش سن به‌طور قابل توجهی کوتاه می‌گردد، به گونه‌ای که حدود ۱۴ روز در زنان ۱۸ تا ۲۴ ساله و حدود ۱۰ روز در زنان ۴۰ تا ۴۴ ساله به طول می‌انجامد.
در اثرِ افزایش هورمون محرک فولیکولی (FSH) در روزهای اولیه چرخه، چند فولیکول اولیه تخمدانی تحریک می‌شود. این فولیکول‌ها که در طول یک سال در فرآیندی به نام فولیکولوژنز رشد می‌کنند، برای رشد حداکثری به رقابت با یکدیگر می‌پردازند. در پایان فرایند، جز یکی از این فولیکول‌های ثانویه (آنترال)، مابقی از رشد بازمی‌مانند و فولیکول بزرگ‌تر، فولیکولی که دارای بیشترین گیرنده FSH است، به تکامل خود ادامه می‌دهد. فولیکول‌های باقی‌مانده (فولیکول‌های اولیه و ثانویه دیگر)، در فرآیندی به نام آترزی فولیکولی می‌میرند. هورمون لوتئینی (LH) نیز رشد بیشتر فولیکول تخمدان را تحریک و فولیکول حاوی اووسیت را به بلوغ می‌رساند.
سلول‌های تِکا گیرنده‌هایی ایجاد می‌کنند که LH به آن‌ها متصل می‌شود و در پاسخ به این هورمون، مقادیر زیادی آندروستندیون ترشح می‌کنند؛ همزمان با سلول‌های تکا، سلول‌های گرانولوزای اطراف فولیکول‌های در حال بلوغ (فولیکول‌های ثانویه) نیز گیرنده‌هایی برای اتصال FSH به وجود می‌آورند و در پاسخ به این هورمون، آندروستندیون ترشح می‌کنند که توسط آنزیم آروماتاز به استروژن تبدیل می‌شود. استروژن از تولید بیشتر FSH و LH توسط غده هیپوفیز جلوگیری و این بازخورد منفی، سطوح FSH و LH را تنظیم می‌کند. فولیکول بالغ همچنان به ترشح استروژن ادامه می‌دهد و افزایش سطح استروژن باعث پاسخ‌دهی بیشتر هیپوفیز نسبت به GnRH هیپوتالاموس می‌شود. با افزایش استروژن و گذر از میزان مشخصی، سیگنالِ تنظیمی، به صورت بازخورد مثبت در می‌آید و هیپوفیز را به ترشح بیشتر FSH و LH ترغیب می‌کند. افزایش FSH و LH معمولاً یک تا دو روز قبل از تخمک‌گذاری رخ می‌دهد و دلیلِ پارگی فولیکول غالب و آزادسازی اووسیت است.

#### تخمک‌گذاری

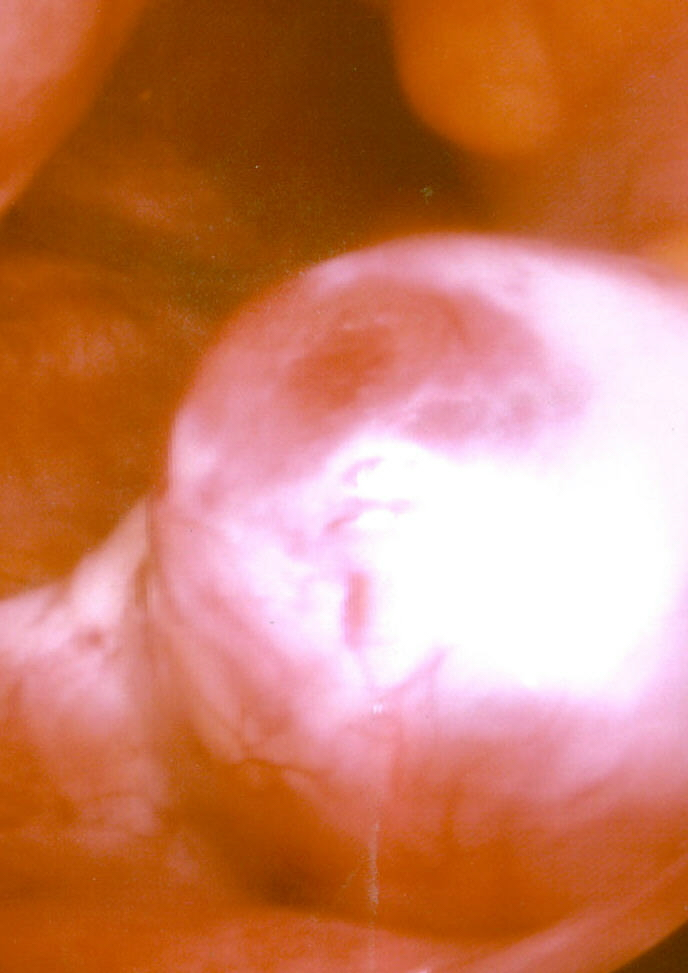
تخمدانی که در حال آزاد کردن تخمک است

در حدود روز چهاردهم، اووسیت از تخمدان آزاد می‌شود که به این عمل «تخمک‌گذاری» می‌گویند. از چند روز قبل تا چند روز بعد تخمک‌گذاری یعنی روزهای ۱۰ تا ۱۸، بیشترین احتمال لقاح و بارداری وجود دارد. تخمک‌گذاری حدود ۱۰ تا ۱۲ ساعت پس از اوج ترشح LH رخ می‌دهد و به‌معنای رها شدن یک اووسیت بالغ از فولیکول‌های تخمدان به‌درونِ لوله رحم است. به‌طور معمول تنها یکی از ۱۵ تا ۲۰ فولیکولِ تحریک‌شده، به بلوغ کامل می‌رسد و در هر چرخه معمولاً یک اووسیت آزاد می‌شود. طی دو سال اول پس از منارک، تخمک‌گذاری تنها در ۱۰ درصد از چرخه‌های تخمدانی رخ می‌دهد و در سن ۴۰ تا ۵۰ سالگی، تعداد فولیکول‌های تخمدان کاهش می‌یابد. هورمون LH سبب آغاز تخمک‌گذاری در حدود روز ۱۴ شده و تشکیل جسم زرد را میسر می‌کند. به دنبال تحریک بیشتر توسط LH، از جسم زرد استروژن، پروژسترون، ریلَکسین (که رحم را با مهار انقباضات میومتر شل می‌کند) و اینهیبین (که از ترشح بیشتر FSH جلوگیری می‌کند) تولید و آزاد می‌شود.
ترشح LH اووسیت را بالغ و دیواره فولیکول موجود در تخمدان را ضعیف می‌کند تا فولیکول غالب، اووسیت خود را رها کند. اگر این اووسیت توسط اسپرم بارور شود، ابتدا به‌سرعت به یک تخمک نابالغ (اوتید) تبدیل شده و ورود اسپرماتوزون‌های دیگر را مسدود می‌کند، سپس به تخمکِ لقاح‌یافته تبدیل شده و سلول تخم را به وجود می‌آورد. اگر اووسیت توسط اسپرم بارور نشود، به مرور زمان تحلیل و از بین می‌رود. تخمک بالغ قطری در حدود ۰٫۱ میلی‌متر (۰٫۰۰۳۹ اینچ) دارد و بزرگ‌ترین سلول مشاهده‌شده انسانی است.
اینکه کدام یک از تخمدان‌های راست یا چپ تخمک‌گذاری می‌کنند، پدیده‌ای تصادفی است و شواهدی از هماهنگی بین تخمدان چپ و راست وجود ندارد. برای مثال در برخی از اوقات هر دو تخمدان، تخمک‌گذاری می‌کنند و اگر هر دو اووسیت بارور شوند، دوقلوهای غیرهمسان به وجود می‌آیند. اووسیت پس از رهاسازی از تخمدان، توسط رشته‌های فیمبریا که در حاشیه بافت و پایان هر یک از لوله‌های رحم قرار دارند، به داخل لوله رحم رانده می‌شوند. اووسیت بارورنشده پس از حدود یک روز در لوله رحم متلاشی یا حل و اووسیت بارورشده در عرض سه تا پنج روز به رحم می‌رسد.
لقاح معمولاً در گسترده‌ترین بخش لوله‌های رحم موسوم به «آمپولا» انجام می‌شود. تخمک بارورشده بلافاصله پس از لقاح، فرایند جنین‌زایی (تکامل) را آغاز می‌کند؛ سلولِ در حال تقسیم (مورولا و بلاستولا) پس از سه روز با پیمایش لوله رحم، وارد رحم شده و طی سه روز دیگر، به لانه‌گزینی در آندومتر می‌پردازد. در جریانِ لانه‌گزینی، سلول تخم به مرحله بلاستوسیست رسیده و در این زمان بارداری آغاز می‌شود. اگر لقاح انجام بگیرید، سینسیتیوتروفوبلاست (لایه خارجی بلاستوسیست که بعدها به لایه خارجی جفت تبدیل می‌شود) هورمون اچ‌سی‌جی را تولید می‌کند که بسیار شبیه LH است و جسم زرد را حفظ می‌کند. در چند ماه نخست بارداری، جسم زرد به ترشح پروژسترون و استروژن در سطوح کمی بالاتر از زمان تخمک‌گذاری ادامه می‌دهد. پس از تشکیل جنین و در بقیه دوران بارداری، جفت وظیفه ترشح اچ‌سی‌جی را بر عهده می‌گیرد تا جسم زرد پروژسترون و استروژن بیشتری ترشح و وقوع چرخه قاعدگی در دوران بارداری را مهار کند. این هورمون‌ها همچنین غدد پستانی را به تولید شیر وامی‌دارند.

#### فاز لوتئال
فاز لوتئال که حدود ۱۴ روز به طول می‌انجامد و مرحله نهایی چرخه تخمدان بوده، با فاز ترشحیِ چرخه رحم همزمان است. در طول فاز لوتئال، هورمون‌های هیپوفیز، FSH و LH، باعث می‌شوند که قسمت‌های باقی‌مانده از فولیکول غالب به جسم زرد تبدیل شده و پروژسترون تولید کند. هورمون‌های ترشح شده توسط جسم زرد، در یک بازخورد منفی، تولید FSH و LH را که برای بقای جسم زرد ضروری است سرکوب می‌کنند. سطح FSH و LH به‌سرعت کاهش یافته و جسم زرد دچار زوال می‌شود. کاهش پروژسترون در اثر نبود جسم زرد، قاعدگی و چرخه بعدی را ایجاد می‌کند. از زمان تخمک‌گذاری تا زمانی که قطع پروژسترون باعث شروع قاعدگی بعدی شود، معمولاً حدود دو هفته طول می‌کشد. مدت زمان فاز فولیکولی در هر زن، از چرخه‌ای به چرخه دیگر متفاوت بوده؛ اما طول فاز لوتئال تقریباً در تمام چرخه‌های قاعدگی ثابت و بین ۱۰ تا ۱۶ روز (به‌طور متوسط ۱۴ روز) است.

### چرخه رحم

آناتومی رحم

چرخه رحم دارای سه فاز قاعدگی، تکثیری (پرولیفراتیو) و ترشحی است که رحم را آماده پذیرش بلاستوسیست و بارداری می‌کند.

#### قاعدگی

تصویری که نشان می‌دهد چگونه بافت پوششی درون رحم در جریان چرخه قاعدگی ساخته شده و سپس ریزش می‌یابد.

قاعدگی (که با نام‌های خونریزی قاعدگی، عادت ماهیانه یا پریود نیز شناخته می‌شود) نخستین و واضح‌ترین مرحله چرخه رحم است که نخستین بار در دوران بلوغ روی می‌دهد. اولین چرخه آن که «منارک» نامیده می‌شود در حدود سنین دوازده یا سیزده سالگی رخ می‌دهد. میانگین سنی عموماً در کشورهای در حال توسعه دیرتر و در کشورهای توسعه‌یافته زودتر است. در بلوغ زودرس، منارک ممکن است در سن هشت سالگی اتفاق بیفتد که لزوماً غیرعادی قلمداد نمی‌شود.
قاعدگی هر ماه با کاهش سطح استروژن و پروژسترون و آزاد شدن پروستاگلاندین‌ها آغاز می‌شود که سرخرگ‌های مارپیچی را منقبض می‌کنند. این رویداد باعث اسپاسم، انقباض و پارگی در این سرخرگ‌ها شده و خون‌رسانی به آندومتر را قطع می‌کند، در نتیجه سلول‌های لایه بالایی آندومتر (لایهٔ عملکردی بافت داخلی رحم) که از اکسیژن محروم شده‌اند، می‌میرند. تدریجاً کل این لایه از بین رفته و فقط لایه زیرین (لایه پایه یا بازالیس) باقی می‌ماند. آنزیمی به نام پلاسمین، لخته‌های خون در مایع قاعدگی را هیدرولیز کرده و موجب تسهیل جریان خون و تجزیه پوشش داخل رحم می‌شود. خونریزی به‌مدت ۲ تا ۶ روز و با از دست رفتن ۳۰ تا ۶۰ میلی‌لیتر خون ادامه می‌یابد که نشانهٔ عدم بارداری است.
خونریزی ماهیانه معمولاً نشانه‌ای از عدم وقوع بارداری است، اما خونریزی را نمی‌توان همیشه یک نشانهٔ قطعی عدم بارداری دانست، زیرا عوامل متعددی می‌توانند باعث خونریزی در دوران بارداری نیز شوند. قاعدگی به‌طور متوسط یک بار در هر ماه، از منارک تا زمانی که فرد یائسه شود، رخ می‌دهد و با سال‌های باروری یک زن مطابقت دارد. متوسط سن یائسگی در زنان ۵۲ سال است و معمولاً بین ۴۵ تا ۵۵ سالگی رخ می‌دهد. قبل از یائسگی مرحله‌ای از تغییرات هورمونی وجود دارد که به آن پیش یائسگی می‌گویند.
«یومنوره» به معنای قاعدگی طبیعی و منظم است که حدود ۵ روزِ نخست چرخه را شامل می‌شود. زنانی که منوراژی (خون‌ریزی شدید قاعدگی) را تجربه می‌کنند، بیش از افراد عادی مستعد کمبود آهن هستند.

#### فاز تکثیری

در طول چرخه قاعدگی، سطح استرادیول (نوعی استروژن) تا ۲۰۰ درصد و سطح پروژسترون نیز بیش از ۱۲۰۰ درصد تغییر می‌کند.

فاز تکثیری یا پرولیفراتیو دومین مرحله از چرخه رحمی است که طی آن استروژن باعث رشد و تکثیر پوشش داخلی رحم می‌شود. بخش دوم فاز فولیکولار با فاز تکثیری چرخه رحم همپوشانی دارد. فولیکول‌های تخمدان هنگام بالغ شدن مقادیر بسیار زیادی استرادیول ترشح می‌کنند. این هورمون با تحریک سنتز پروتئین و تقسیم سلولی، باعث تشکیل لایهٔ جدید از آندومتر می‌شود که سرخرگ‌های مارپیچی جدیدی (برای کمک به قاعدگی بعدی) در خود دارد.
با افزایش سطح استروژن، سلول‌های دهانه رحم نوعی مخاط در این بخش تولید می‌کنند. این مخاط pH بالاتری دارند و دهانه رحم را چسبنده و شرایط را برای بقای اسپرم فراهم می‌کنند. این عمل، طی روز ۱۱ تا ۱۴ از چرخه رحمی اتفاق می‌افتد و احتمال وقوع لقاح را افزایش می‌دهد. این مخاطِ دهانه رحم را می‌توان به‌صورت ترشحات فراوان واژن که به سفیدهٔ تخم‌مرغِ خام شباهت دارد، مشاهده نمود. این ترشحات سفید، برای زنانی که به دنبال آگاهی از زمان مناسب باروری هستند، ممکن است نشانه‌ای مبنی بر امکان وقوع تخمک‌گذاری باشد، اما این بدان معنا نیست که تخمک‌گذاری قطعاً رخ خواهد داد.

#### فاز ترشحی
فاز ترشحی آخرین مرحله چرخه رحم است و همخوان با فاز لوتئال چرخه تخمدان است. در جریان فاز ترشحی، جسم زرد به تولید پروژسترون می‌پردازد که نقش حیاتی در پذیرش آندومتر برای لانه‌گزینی بلاستوسیست بازی می‌کند. گلیکوژن، لیپید و پروتئین به داخل رحم ترشح و مخاط دهانه رحم غلیظ می‌شوند. در اوایل بارداری پروژسترون کشش ماهیچه صاف رحم را کاهش و جریان خون و دمای پایه بدن زن را افزایش می‌دهد.
اگر حاملگی اتفاق نیفتد، چرخه‌های تخمدان و رحم دوباره از ابتدا آغاز می‌شوند.

## عدم‌تخمک‌گذاری و لوتئال کوتاه
تنها دو سوم از سیکل‌های طبیعی قاعدگی دارای تخمک‌گذاری هستند و یک سوم دیگر فاقد تخمک‌گذاری بوده یا فاز لوتئال کوتاهی دارند (کمتر از ده روز) که در آن‌ها تولید پروژسترون برای عملکرد طبیعی و باروری کافی نیست. چرخه‌هایی که در آن تخمک‌گذاری رخ نمی‌دهد (عدم تخمک‌گذاری) در دخترانی که قاعدگی در آنان به تازگی آغاز شده است و در زنان در حوالی یائسگی رایج و معمول هستند. در طول دو سال نخست پس از منارک، تخمک‌گذاری در نیمی از سیکل‌ها وجود ندارد. پنج سال پس از قاعدگی، تخمک‌گذاری در حدود ۷۵ درصد از سیکل‌ها روی می‌دهد و این میزان در سال‌های بعد به ۸۰ درصد می‌رسد. چرخه‌های بدون تخمک‌گذاری اغلب با چرخه‌های تخمک‌گذاریِ معمولی یکسان هستند. هر گونه تغییر در تعادل هورمون‌ها ممکن است فرایند تخمک‌گذاری را مختل کند. استرس، اضطراب و اختلال خوردن نیز باعث کاهش GnRH و اختلال در چرخه قاعدگی می‌شوند. عدم تخمک‌گذاری مزمن در ۶ تا ۱۵ درصد از زنان در طول سال‌های باروری رخ می‌دهد. در حوالی یائسگی، اختلال در بازخورد هورمونی منجر به چرخه‌های عدم تخمک‌گذاری می‌شود. اگرچه عدم تخمک‌گذاری یک بیماری به حساب نمی‌آید، اما ممکن است نشانه‌ای از یک بیماری زمینه‌ای مانند سندرم تخمدان پلی‌کیستیک باشد. چرخه‌های بدون تخمک‌گذاری یا فازهای لوتئال کوتاه، زمانی که زنان تحت استرس هستند یا در ورزشکارانی که شدت تمرین خود را نسبت به گذشته افزایش داده‌اند طبیعی است. این تغییرات با کاهش عوامل استرس‌زا یا در مورد ورزشکاران، با سازگاری آن‌ها با تمرین، بهبود می‌یابند.

## بهداشت قاعدگی

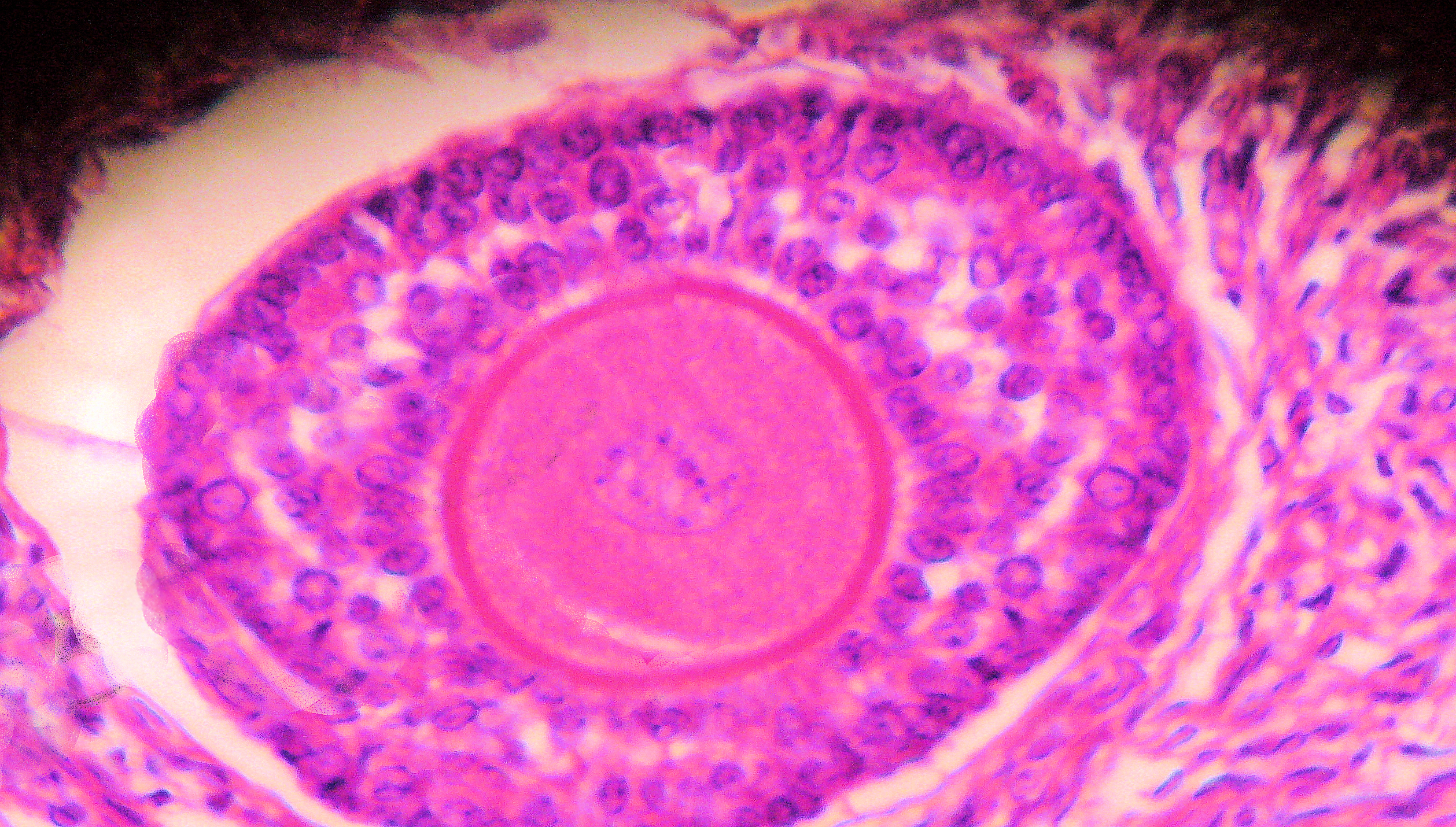
ریزبینی یک فولیکول اولیه تخمدان انسان که با میکروسکوپ مشاهده می‌شود. تخمک (گردی رنگ آمیزی شده در مرکز) توسط لایه‌ای از سلول‌های گرانولوزا احاطه شده است که توسط غشای پایه و سلول‌های تِکا پوشانده شده است. بزرگنمایی حدود ۱۰۰۰ برابر است. (رنگ‌آمیزی H&E)

با آنکه چرخه قاعدگی فرایندی عادی و طبیعی است، برخی از زنان دچار مشکلاتی می‌شوند که زندگی روزمرهٔ آن‌ها را مختل می‌کند. این مشکلات شامل آکنه، حساس شدن و درد پستان‌ها، احساس خستگی و سندرم پیشاقاعدگی (PMS) هستند. همچنین ۳ تا ۸ درصد از زنان عوارض شدیدتری مانند اختلال ناخوشی پیشاقاعدگی که شامل اختلال روان‌تنی همچون افسردگی و تحریک‌پذیری است را تجربه می‌کنند. دیسمنوره یا «درد پریود» ممکن است باعث گرفتگی در ناحیه شکم، پشت یا بالای ران شود که در چند روز نخست قاعدگی رخ می‌دهد. دردِ ناتوان‌کننده در چرخه قاعدگی طبیعی نبوده و معمولاً نشانه یک بیماری شدید مانند آندومتریوز است. این مسائل می‌تواند به‌طور قابل توجهی بر سلامت و کیفیت زندگی زنان تأثیر بگذارند و مداخلات درمانیِ به موقع ممکن است زندگی زنان را بهبود بخشد.
باورهای غلط فرهنگیِ رایجی وجود دارد که قاعدگی در «تمامی زنان» و در «تمامی چرخه‌ها» با تغییرات خلق‌وخوی و تجربه‌ای دردناک همراه است یا قاعدگی یک مسئله‌ای شرم‌آور یا ناپاک به‌شمار می‌آید. دربارهٔ تأثیر اساسی و طولانی مدت چرخه قاعدگی بر خلق‌وخو، تأثیر آن بر تشدید اختلالات روانی زمینه‌ای و تداوم و تکرر این نوسانات خلقی اختلاف نظر وجود دارد. با این حال افزایش اندک نوسانات خلقی در طول فاز لوتئال و قاعدگی و کاهش متناظر در طول بقیه چرخه در برخی از زنان دیده می‌شود. تغییر سطوح استروژن و پروژسترون که در این چرخه قاعدگی رخ می‌دهد اثرات فراگیر بر فیزیولوژی از جمله در مغز، سوخت‌وساز و دستگاه اسکلتی-عضلانی می‌گذارد. همچنین این نوسان‌های هورمونی ممکن است تغییرات نامحسوس و قابل‌مشاهدهٔ فیزیولوژیکی را در عملکرد ورزشی زنان از جمله عملکرد استقامتی، هوازی و بی‌هوازی در پی داشته باشد. تغییرات در مغز نیز در طول چرخه قاعدگی مشاهده شده است اما موجب تغییرات ملموسی در توانایی‌های ذهنی از جمله عملکرد تحصیلی، حل مسئله، حافظه و خلاقیت نمی‌شود. یکی از دلایل احتمالی افزایش توانایی زنان در ادراک دیداری-فضایی در جریان قاعدگی، کاهش سطح استروژن و پروژسترون است.
در برخی از زنان، تخمک‌گذاری دارای یک درد مشخص است که به آن میتل‌اشمرتز (یک اصطلاح آلمانی به معنای درد میانی) می‌گویند. این درد با پارگی فولیکول همراه بوده و باعث از دست دادن مقدار کمی خون می‌شود.
حتی تغییرات طبیعی هورمونی در طول چرخه قاعدگی، ممکن است باعث ایجاد اختلالاتی مانند بیماری‌های خودایمنی شود، زیرا افزایش استروژن می‌تواند بر دستگاه ایمنی فرد تأثیر بگذارد.
حدود ۴۰ درصد از زنان مبتلا به صرع در می‌یابند که تشنج‌هایشان در مراحل خاصی از چرخه قاعدگی‌شان بیشتر رخ می‌دهد. این صرعِ کاتامنیال احتمالاً به دلیل افت پروژسترون در مرحله لوتئال یا حوالی قاعدگی، یا افزایش استروژن در زمان تخمک‌گذاری رخ می‌دهد. زنانی که عادت ماهانه منظمی دارند، می‌توانند برای مدیریت علائمشان، درست قبل و در حین قاعدگی دارو مصرف کنند. گزینه‌های درمانی شامل مکمل‌های پروژسترون، افزایش دوز داروهای ضدتشنج مصرفی، یا افزودن موقت یک ضد تشنج مانند کلوبازام یا استازولامید است. اگر این درمان‌ها بی‌اثر یا چرخه قاعدگی یک زن نامنظم باشد، بهترین گزینهٔ پیشِ رو، متوقف نمودن چرخه قاعدگی است. توقف قاعدگی معمولاً با مصرف مدروکسی‌پروژسترون، تریپتورلین، گوسرلین یا با استفاده مداوم از داروهای ضدبارداری خوراکی انجام می‌شود.

### محصولات بهداشتی زنانه

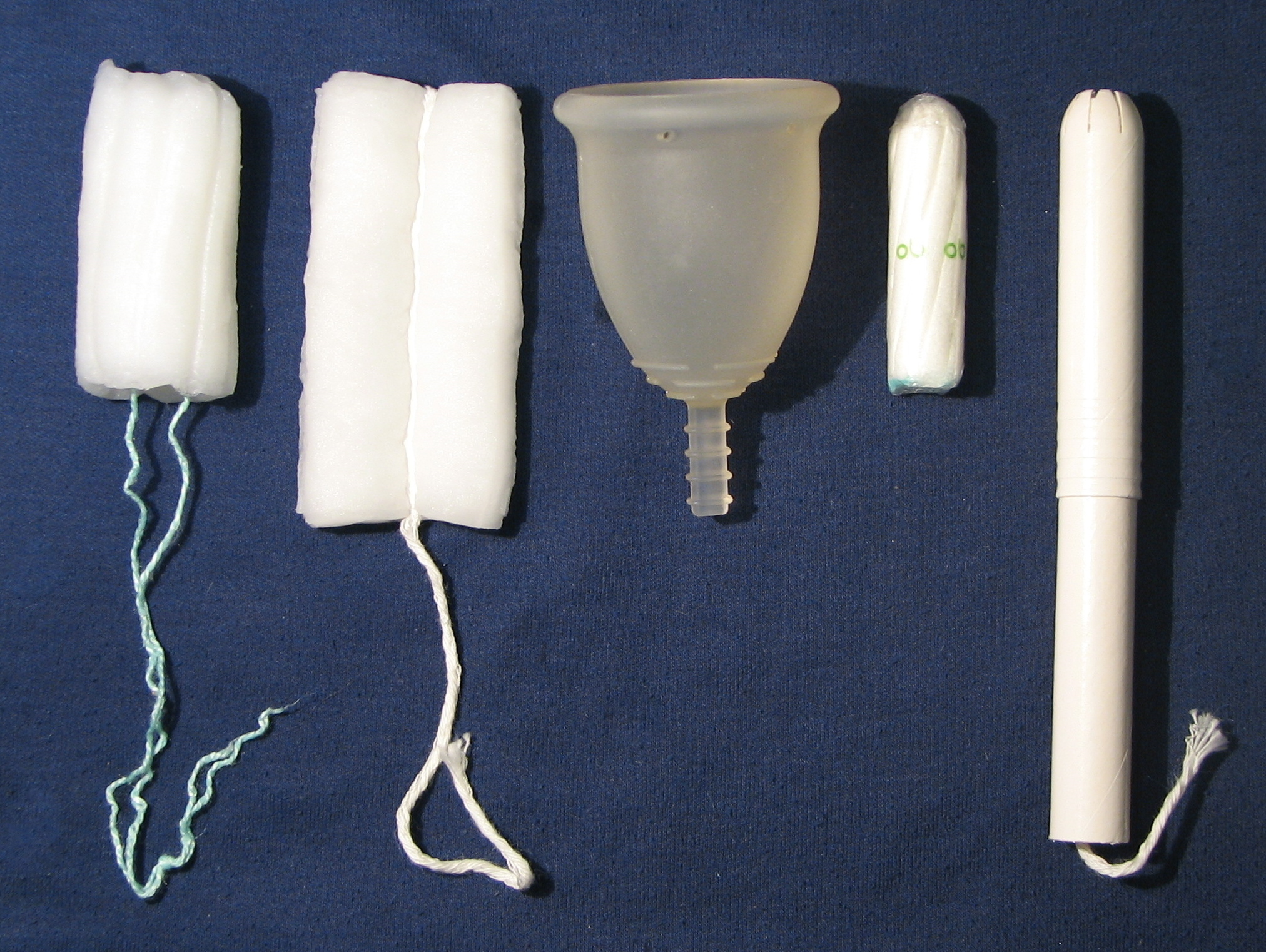
انواعی از محصولات بهداشتی زنان از راست تامپون، کاپ قاعدگی و نوار بهداشتی

محصولات بهداشتی زنان از جریان آزادانه مواد خارج شده از رحم در نتیجه قاعدگی به محیط بیرون و آسیب دیدن یا کثیف شدن لباس‌ها جلوگیری می‌کند. برخی از محصولات بهداشتی زنانه شامل نوار بهداشتی و تامپون (یکبار مصرف)؛ پد قاعدگی پارچه‌ای (قابل استفاده مجدد) و کاپ قاعدگی است. تعدادی از اقلام مختلف نامعمول نیز (به ویژه در کشورهای در حال توسعه) مانند پنبه، پارچه و دستمال توالت می‌تواند مورد استفاده قرار گیرد. در سال‌های اخیر موضوع دسترسی، حذف مالیات یا رایگان شدن این محصولات به کانون بسیاری از بحث‌های اجتماعی تبدیل شده است. در سال ۲۰۱۸، اسکاتلند اولین کشور در جهان شد که در تلاش برای جلوگیری از فقر، پدهای قاعدگی رایگان به مدارس و کالج‌ها ارائه کرد و بریتانیا نیز در سال ۲۰۱۸ نیز چنین طرحی را اجرا نمود؛ این کشور در سال ۲۰۱۹ نیز کمپینی را برای «پایان دادن به فقر جهانی و دسترسی آسان به محصولات بهداشتی زنانه تا سال ۲۰۳۰» تأسیس کرد.

### پیشگیری از بارداری هورمونی
داروهای ضدبارداری هورمونی از طریقِ مهار ترشح هورمون‌های FSH, LH و GnRH از بارداری جلوگیری می‌کنند. داروهای ضدبارداری هورمونی همچون قرص‌های ضدبارداری خوراکی ترکیبی (COC)، که بیشتر با نام قرص‌های ضدبارداری شناخته می‌شوند، حاویِ استروژن بوده و رشد فولیکول غالب و افزایش LH در اواسط چرخه و در نتیجه تخمک‌گذاری را متوقف می‌کنند. الگوی «دوزهای ترتیبی و سپس قطع مصرف COCها» قادر به شبیه‌سازی چرخه رحمی و ایجاد خونریزی مشابه پریود است؛ هرچند در برخی موارد این خونریزی خفیف‌تر است.
داروهای ضدبارداری هورمونی که فقط حاوی پروژسترون هستند، قادر به توقف قطعی تخمک‌گذاری نیستند، اما از ایجاد محیطی مناسب برای اسپرم در مخاط دهانه رحم جلوگیریِ می‌کنند. پیشگیری از بارداری هورمونی به اشکال مختلفی چون قرص، چسب‌های پوستی، درون‌کاشت‌های زیرپوستی و آی‌یودی‌های هورمونی امکان‌پذیر است.
داروهای ضدبارداری، خطرات مخصوص به خود و مزایای سلامتی متعددی نیز دارند. اطلاع از خطرات و مزایا برای تصمیم‌گیری آگاهانه دربارهٔ مصرف بسیار مهم است. به عنوان مثال، داروهای ضدبارداری خوراکی نه تنها از بارداری جلوگیری بلکه فرد را در برابر بیماری التهابی حاد لگن و بارداری خارج رحمی محافظت می‌کنند؛ با این حال، داروهای ضدبارداری خوراکی خطر ابتلا به بیماری‌های قلبی عروقی مانند سکته قلبی و ترومبوز سیاهرگی را افزایش می‌دهند.

## جامعه و فرهنگ
جنبه‌های فرهنگی زیادی در مورد نحوه نگرش جوامع به چرخه ماهیانه زنان (به خصوص قاعدگی) وجود دارد و فرهنگ‌های مختلف به آن، به شیوه‌های متفاوتی نگاه می‌کنند؛ در برخی قاعدگی باید پنهان بماند و در برخی دیگر، قاعدگی امری مقدس و بدون هیچ گونه ناپاکی است در برخی از ادیان زنان هنگام قاعدگی از انجام برخی اعمال برهذر داشته می‌شوند و باید بعد از اتمام قاعدگی مناسکی مانند غسل انجام دهند. در یهودیت زنان نباید با شریک خود تماس فیزیکی داشته باشند، زنان مسلمان در هنگام قاعدگی از انجام برخی اعمال دینی مانند روزه و نماز معاف هستند و همانند هندوها با محدودیت‌هایی مانند پرهیز ورود به اماکن مذهبی مواجه‌اند. در مسیحیت نیز همچون اسلام و یهودیت زنان برای پاکی بعد از اتمام قاعدگی باید خود را شستشو دهند و در مذاهبی مانند سیکیسم، زنان در طول دوره خود با هیچ محدودیتی برای شرکت در فعالیت‌های مذهبی یا اجتماعی مواجه نیستند.

### آموزش
کیفیت آموزش قاعدگی در یک جامعه میزان درک صحیح افراد از این فرایند طبیعی را تعیین می‌کند. درک نادرست تا حدی به دلیل جداسازی همسالان مرد و زن در جلسات آموزشی است. عدم آموزش صحیح قاعدگی به دانش‌آموزان با هر جنسیتی پیامدهای اجتماعی برای روابط جنسیتی و شیءانگاری بدن زنان دارد. احساس ناراحتی زمانی ایجاد می‌شود که دانش‌آموزان به اطلاعات یکسان دسترسی نداشته باشند و این موضوع باعث تقویت این باور می‌شود که «قاعدگی پدیده‌ای ناخوشایند است و باید پنهان بماند». آزار جنسی و تمسخر در مورد قاعدگی باعث اضطراب دختران می‌شود، زیرا باید تلاش کنند نشانه‌ای از قاعدگی خود بروز ندهند. برنامه‌های آموزشی مؤثر برای ارائه اطلاعات شفاف و دقیق در مورد قاعدگی به کودکان و نوجوانان ضروری هستند. در مواردی اطلاعات مربوط به قاعدگی میان دوستان و همسالان به اشتراک گذاشته می‌شود که می‌تواند نگرش مثبتی نسبت وقوع بلوغ جنسی دختران ترویج دهد.

### رسانه
در طول تاریخ فیلم‌ها و سریال‌های متعددی برای نقد دیدگاه‌های سنتی، انگ‌های اجتماعی و مشکلات زنان در هنگام وقوع قاعدگی ساخته شده است. از این فیلم‌های می‌تواند به دختر من، خیلی بد و مجموعه تلویزیونی دهان گشاد اشاره کرد.
تبلیغات محصولات قاعدگی در اوایل قرن بیستم آغاز و استفاده از جزوه‌های آموزشی و برنامه‌های اطلاع‌رسانی در مدارس به‌عنوان یک روش مهم برای بازاریابی به مصرف‌کنندگان جوان به کار گرفته شد. اکثر تبلیغ کنندگان محصولات قاعدگی مجبور بوده‌اند میان صراحت و ارائه اطلاعات از یک سو و تابوها و قوانین سانسور نمایش موضوعات مربوط به قاعدگی از سوی دیگر تعادل برقرار کنند. یکی از روش‌های رایج در تبلیغات محصولات بهداشتی برای جلوگیری از نمایش مستقیم قاعدگی، استفاده از مایعی آبی‌رنگ به جای قرمز است تا توانایی جذب محصول نشان داده شود.
در حالی که محصولات قاعدگی به زنان و دختران سراسر جهان کمک کرده‌اند تا سلامت تولیدمثل خود را بهتر مدیریت کنند، فمینیست‌ها و فعالان حقوق زنان به کرات تولید و تبلیغات این محصولات را نقد کرده‌اند. آن‌ها استدلال می‌کنند که این محصولات، قاعدگی را به عنوان مشکلی نیازمند مدیریت، پنهان کردن و سرکوب در خفا و نه به عنوان یک فرایند طبیعی زیستی تعریف کرده‌اند. همچنین شواهد تحقیقاتی نشان داده است، انگ اجتماعی مرتبط با قاعدگی بر دیدگاه زنان نسبت به خودشان تأثیر می‌گذارد، به‌طوری‌که در دوران قاعدگی احساس خودآگاهی بیشتری می‌کنند و تمایل دارند وضعیت قاعدگی خود را به دلیل نگرش‌های منفی و جایگاه انگ‌زده زنان قاعده‌شده پنهان کنند.

### اقتصاد
یکی از کانون‌های مورد بحث فعالان اجتماعی، به چالش کشیدن مالیات‌های بالا بر محصولات قاعدگی، که در مواردی به عنوان مالیات پریود شناخته می‌شود، بوده است. در ایالات متحده، مالیات بر محصولات قاعدگی بسته به قانونگذاری ایالتی می‌تواند تا ۱۰٪ برسد. در سال ۲۰۲۰، مجارستان یکی از بیشترین مالیات‌ها بر محصولات بهداشتی زنان را داشته که تا ۲۷ درصد مالیات نیز می‌رسیده است. در چین، جنبش به سمت لغو مالیات دوره که به آن مالیات تامپون نیز گفته می‌شود، همچنان در حال افزایش است و فعالان مختلف در وبگاه ویبو خواهان لغو این مالیات توسط دولت چین با کمک هشتگ‌های مختلف مانند نوار بهداشتی بدون مالیات هستند. حرکت به سمت کاهش مالیات پریود در سراسر جهان ادامه دارد و عمیقاً با جنبش دیگری علیه فقر پریود مرتبط است. بسیاری از فعالان اجتماعی زنان، درخواست معافیت محصولات قاعدگی از مالیات داشتند و این مالیات‌ها را همراه با «ماهیتی ناعادلانه» می‌دانند زیرا قاعدگی یک فرایند طبیعی زیستی است و زنان هیچ کنترلی بر وقوع یا عدم آن ندارند.
قاعدگی یک فرایند پرهزینه است و بنابراین مشکل در دسترسی به محصولات دوره به‌طور نامتناسبی بر افراد کم درآمد تأثیر می‌گذارد. از هر پنج زن کم درآمد، یک نفر به دلیل دسترسی نداشتن به وسایل پریود، از دست دادن کار، مدرسه یا رویدادهای مشابه را گزارش کرده است. استفاده مجدد از محصولات بهداشتی ممکن است به وقوع شوک عفونی منجر شود، همچنین پدها و تامپون‌های استفاده شده احتمال انتقال بیماری‌های آمیزشی را افزایش می‌دهند.

## تکامل و دیگر گونه‌ها
بیشتر پستانداران ماده دارای دوره فَحْلی هستند، اما تنها ده گونه از نخستی‌سانان، چهار گونه از خفاشان، حشره‌خوار فیلی و موش خاردار قاهره‌ای (گونه‌ای از موش خاردار معمولی) چرخه قاعدگی دارند. چرخه‌های قاعدگی این جانوران به غیر از مدت، همانند انسان بوده و از ۹ تا ۳۷ روز متغیر است. عدم وجود رابطه مستقیم بین این گروه‌های جانوری نشان می‌دهد که چهار رویداد تکاملیِ متمایز باعث ایجاد قاعدگی در هر یک شده است. در گونه‌هایی که چرخه قاعدگی مشاهده می‌شود، تخمک‌گذاری برای جفت‌های احتمالی آشکار نیست و فصل جفت‌گیری وجود ندارد. چهار نظریه در مورد اهمیت تکامل چرخه قاعدگی وجود دارد:
1. کنترل پاتوژن‌های احتمالی منتقل‌شونده توسط اسپرم.[۱۳۹][۱۴۰][۱۴۱]
این نظریه بر این باور است که سیکل قاعدگی از رحم در برابر عوامل بیماری‌زای منتقل‌شونده توسط اسپرم محافظت می‌کند. فرضیه ۱ از این جهت مورد نقد قرار گرفته است که جفت‌گیری گاهی هفته‌ها پیش از قاعدگی انجام می‌شود و کنترل ورود منی عفونی در گونه‌های دیگر با قاعدگی صورت نمی‌گیرد.[۱۳۶]
2. حفظ انرژی.[۱۴۰][۱۴۲]
این فرضیه ادعا می‌کند، بازسازی دیواره رحم، نسبت به حفظ دیوارهٔ آن در مواقع عدم بارداری نیازمند انرژی کمتری است. منتقدان اذعان می‌کنند، فرضیه ۲ دربرگیرندهٔ سازوکارهای گونه‌های دیگر جانوری برای بارداری نیست که نه قاعدگی دارند و نه دیوارهٔ داخلی رحم خود را حفظ می‌کنند.[۱۳۶]
3. ساختِ خودانگیختهٔ دسیدوا (تبدیل خود به خودی اندومتر به دسیدوا، فرآیندی است که منجر به تغییرات قابل‌توجهی در سلول‌های آندومتر پیش و در طول بارداری می‌شود).
فرایند ساختِ دسیدوا منجر به رشد و گسترش بافت لایه درون‌رگی شده و برای اینکار برخی سلول‌های دستگاه ایمنی،[۱۳۵] تشکیل منبع خون جدید، چند هورمون و تمایز بافتی لازم است. در پستاندارانِ بدون قاعدگی، این فرایند نه از جانب مادر بلکه توسط رویان انجام می‌شود.[۱۴۰] ساخت دسیدوا تنها در برخی از پستاندارانِ دارای جفت تکامل یافته است و مزایایی را به همراه دارد که ماده‌ها را قادر می‌سازد بدون نیاز به دریافت سیگنالی از سوی جنین برای بارداری آماده شوند.[۱۳۶] هرچند فرضیه ۳ منشأ تکاملی ساختِ خودبه‌خودی دسیدوا را شرح می‌دهد اما نمی‌تواند به تنهایی نحوهٔ تکامل قاعدگی را بیان کند.[۱۳۶]
4. پیش آماده‌سازی رحم.[۱۴۳]
بر پایهٔ این فرضیه، در گونه‌هایی مانند انسان که جفت، ریشه‌های عمیقی دارد (عروق و بافت جفت، در دیواره رحم فرورفته)، به پیش‌تنظیم ماهیانه رحم نیاز است زیرا در فرآیندی که منجر به تشکیل جفت می‌شود، بافت‌های مادر مورد تهاجم قرار می‌گیرند. این فرضیه معتقد است که قاعدگی فرایند تکاملی نبوده، بلکه نتیجه یک پیش آماده‌سازی تصادفی برای محافظت از بافت رحم در برابر نفوذ جفت است و در این مرحله آندومتر ضخیم‌تری ایجاد می‌شود.[۱۴۳] فرضیه ۴ قادر به توضیح چرخه قاعدگی را در غیرنخستی‌سانان نیست.[۱۳۶][۱۴۴]

## یادداشت
1. ↑  سطح پروژسترون صد برابر بیشتر از استروژن (استرادیول) است.[۱۴]
2. ↑  زنان شیرده ممکن است یکی از وضعیت‌های «سرکوب کامل رشد فولیکول‌ها»، «رشد فولیکولی بدون تخمک‌گذاری» یا «از سرگیری چرخه قاعدگی طبیعی» را تجربه کنند.[۴۲]
3. ↑  در جسم زرد، آنزیم برش‌دهنده زنجیره جانبی کلسترول، کلسترول را به پرگننولون تبدیل می‌کند که به پروژسترون تبدیل می‌شود.[۴۴]
4. ↑  درد غیر مشخص در اواسط چرخه ممکن است ناشی از شرایط پزشکی مانند بارداری خارج‌رحمی یا پارگی کیست تخمدان باشد؛[۸۵][۸۶] در برخی موارد نیز با آپاندیسیت اشتباه گرفته می‌شود.[۸۷]

## واژه‌نامه
1. ↑  Corpus albicans
2. ↑  Oogonium
3. ↑  Granulosa cells
4. ↑  Theca cells
5. ↑  Matur or Graafian follicle
6. ↑  Dominant follicle
7. ↑  Folliculogenesis
8. ↑  Antral follicles
9. ↑  Follicular atresia
10. ↑  Inhibin
11. ↑  Ootid
12. ↑  Fimbria
13. ↑  Ampulla
14. ↑  Human embryonic development
15. ↑  Syncytiotrophoblast
16. ↑  Proliferative
17. ↑  Spiral arterioles
18. ↑  Basalis
19. ↑  Perimenopause
20. ↑  Eumenorrhea
21. ↑  Catamenial epilepsy
22. ↑  Goserelin
23. ↑  Skin implants
24. ↑  Hormonal intrauterine devices

### ارجاعات
1. 1 2  Richards JS (2018). "The ovarian cycle". Vitamins and Hormones (Review). 107: 1–25. doi:10.1016/bs.vh.2018.01.009. ISBN 978-0-12-814359-9. PMID 29544627.
2. 1 2  Salamonsen LA (December 2019). "Women in reproductive science: Understanding human endometrial function". Reproduction (Review). 158 (6): F55–F67. doi:10.1530/REP-18-0518. PMID 30521482.
3. 1 2 3  Sherwood 2016, p. 741.
4. 1 2  Tortora 2017, p. 944.
5. ↑  Prior 2020, p. 42.
6. 1 2 3 4 5 6 7 8  Reed BF, Carr BR, Feingold KR,  et al. (2018). "The Normal Menstrual Cycle and the Control of Ovulation". Endotext (Review). PMID 25905282. Archived from the original on 28 May 2021. Retrieved 8 January 2021.
7. ↑  Lacroix AE, Gondal H, Langaker MD (2020). "Physiology, menarche". StatPearls [Internet]. Treasure Island (FL): StatPearls Publishing (Review). PMID 29261991.
8. ↑  Prior 2020, p. 40.
9. 1 2  Papadimitriou A (December 2016). "The evolution of the age at menarche from prehistorical to modern times". Journal of Pediatric and Adolescent Gynecology (Review). 29 (6): 527–530. doi:10.1016/j.jpag.2015.12.002. PMID 26703478.
10. 1 2  Rodriguez-Landa 2017, p. 8.
11. ↑  Sherwood 2016, p. 747.
12. 1 2  Tortora 2017, p. 957.
13. 1 2  Tortora 2017, p. 929.
14. ↑  Prior 2020, p. 41.
15. 1 2 3 4  Tortora 2017, pp. 942–946.
16. 1 2 3 4  Prior 2020, p. 45.
17. ↑  Norris & Carr 2013, p. 361.
18. ↑  Ugwumadu 2014, p. 115.
19. 1 2  Watchman 2020, p. 8.
20. ↑  Schmerler S, Wessel GM (January 2011). "Polar bodies – more a lack of understanding than a lack of respect". Molecular Reproduction and Development (Review). 78 (1): 3–8. doi:10.1002/mrd.21266. PMC 3164815. PMID 21268179.
21. 1 2 3 4  Tortora 2017, p. 945.
22. ↑  Johnson 2007, p. 86.
23. 1 2  Tortora 2017, p. 942.
24. ↑  Sherwood 2016, p. 745.
25. 1 2  Tortora 2017, p. 943.
26. ↑  Chaudhuri, S.K. (2007). "Natural Methods of Contraception". Practice of Fertility Control: A Comprehensive Manual, 7/e. Elsevier India. p. 49. ISBN 9788131211502. Retrieved November 9, 2013.
27. ↑  Allen, Denise (2004). Managing Motherhood, Managing Risk: Fertility and Danger in West Central Tanzania. University of Michigan Press. pp. 132–133. ISBN 978-0-472-03027-9. Retrieved November 9, 2013.
28. ↑  Rosenthal, Martha (2012). Human Sexuality: From Cells to Society. Cengage Learning. p. 322. ISBN 978-0-618-75571-4. Retrieved November 9, 2013.
29. ↑  Nichter, Mark; Nichter, Mimi (1996). "Cultural Notions of Fertility in South Asia and Their Influence on Sri Lankan Family Planning Practices".  In Nichter, Mark; Nichter, Mimi (eds.). Anthropology & International Health: South Asian Case Studies. Psychology Press. pp. 8–11. ISBN 9782884491716. Retrieved November 9, 2013.
30. ↑  Sadler 2019, p. 48.
31. ↑  Tortora 2017, p. 953.
32. ↑  Tortora 2017, p. 920.
33. ↑  Sherwood 2016, p. 746.
34. ↑  Alberts, Bruce; Johnson, Alexander; Lewis, Julian; Raff, Martin; Roberts, Keith; Walter, Peter (2002). "Eggs". Molecular Biology of the Cell (4th ed.). New York: Garland Science. ISBN 0-8153-3218-1. Archived from the original on 16 December 2019. Retrieved 25 February 2021.
35. ↑  Iussig B, Maggiulli R, Fabozzi G, Bertelle S, Vaiarelli A, Cimadomo D, Ubaldi FM, Rienzi L (May 2019). "A brief history of oocyte cryopreservation: Arguments and facts". Acta Obstetricia et Gynecologica Scandinavica (Review). 98 (5): 550–558. doi:10.1111/aogs.13569. PMID 30739329.
36. 1 2  Parker 2019, p. 283.
37. ↑  Johnson 2007, pp. 192–193.
38. ↑  Johnson 2007, p. 192.
39. ↑  Sadler 2019, p. 36.
40. 1 2  Tortora 2017, p. 959.
41. 1 2  Tortora 2017, p. 976.
42. ↑  Carr SL, Gaffield ME, Dragoman MV, Phillips S (September 2016). "Safety of the progesterone-releasing vaginal ring (PVR) among lactating women: A systematic review". Contraception (Review). 94 (3): 253–261. doi:10.1016/j.contraception.2015.04.001. PMID 25869631.
43. ↑  Johnson 2007, p. 91.
44. ↑  King SR, LaVoie HA (January 2012). "Gonadal transactivation of STARD1, CYP11A1 and HSD3B". Frontiers in Bioscience (Landmark Edition). 17 (3): 824–846. doi:10.2741/3959. PMID 22201776.
45. 1 2  Ugwumadu 2014, p. 117.
46. ↑  Alvergne A, Högqvist Tabor V (June 2018). "Is female health cyclical? Evolutionary perspectives on menstruation". Trends in Ecology & Evolution (Review). 33 (6): 399–414. arXiv:1704.08590. doi:10.1016/j.tree.2018.03.006. PMID 29778270. S2CID 4581833.
47. ↑  Ibitoye M, Choi C, Tai H, Lee G, Sommer M (2017). "Early menarche: A systematic review of its effect on sexual and reproductive health in low- and middle-income countries". PLOS ONE (Review). 12 (6): e0178884. Bibcode:2017PLoSO..1278884I. doi:10.1371/journal.pone.0178884. PMC 5462398. PMID 28591132.
48. ↑  "Menstruation and the menstrual cycle fact sheet". Office of Women's Health. US Department of Health and Human Services. 23 December 2014. Archived from the original on 26 June 2015. Retrieved 25 June 2015.
49. ↑  Sultan C, Gaspari L, Maimoun L, Kalfa N, Paris F (April 2018). "Disorders of puberty" (PDF). Best Practice & Research. Clinical Obstetrics & Gynaecology (Review). 48: 62–89. doi:10.1016/j.bpobgyn.2017.11.004. PMID 29422239. Archived (PDF) from the original on 1 July 2020. Retrieved 27 February 2021.
50. ↑  Johnson 2007, p. 152.
51. 1 2  Tortora 2017, p. 600.
52. ↑  Johnson 2007, p. 99.
53. ↑  Breeze C (May 2016). "Early pregnancy bleeding". Australian Family Physician (Review). 45 (5): 283–286. PMID 27166462.
54. ↑  Towner MC, Nenko I, Walton SE (April 2016). "Why do women stop reproducing before menopause? A life-history approach to age at last birth". Philosophical Transactions of the Royal Society of London. Series B, Biological Sciences (Review). 371 (1692): 20150147. doi:10.1098/rstb.2015.0147. PMC 4822427. PMID 27022074.
55. ↑  Harvey LJ, Armah CN, Dainty JR, Foxall RJ, John Lewis D, Langford NJ, Fairweather-Tait SJ (October 2005). "Impact of menstrual blood loss and diet on iron deficiency among women in the UK". The British Journal of Nutrition (Comparative study). 94 (4): 557–564. doi:10.1079/BJN20051493. PMID 16197581.
56. ↑  Prior JC (2020). "Women's reproductive system as balanced estradiol and progesterone actions—A revolutionary, paradigm-shifting concept in women's health". Drug Discovery Today: Disease Models. 32, Part B: 31–40. doi:10.1016/j.ddmod.2020.11.005.
57. ↑  Simmons RG, Jennings V (July 2020). "Fertility awareness-based methods of family planning". Best Practice & Research. Clinical Obstetrics & Gynaecology (Review). 66: 68–82. doi:10.1016/j.bpobgyn.2019.12.003. PMID 32169418.
58. ↑  Tortora 2017, pp. 936–937.
59. 1 2  Su HW, Yi YC, Wei TY, Chang TC, Cheng CM (September 2017). "Detection of ovulation, a review of currently available methods". Bioeng Transl Med (Review). 2 (3): 238–246. doi:10.1002/btm2.10058. PMC 5689497. PMID 29313033.
60. ↑  Lessey BA, Young SL (April 2019). "What exactly is endometrial receptivity?". Fertility and Sterility (Review). 111 (4): 611–617. doi:10.1016/j.fertnstert.2019.02.009. PMID 30929718.
61. ↑  Salamonsen LA, Evans J, Nguyen HP, Edgell TA (March 2016). "The microenvironment of human implantation: determinant of reproductive success". American Journal of Reproductive Immunology (Review). 75 (3): 218–225. doi:10.1111/aji.12450. PMID 26661899.
62. ↑  Han L, Taub R, Jensen JT (November 2017). "Cervical mucus and contraception: what we know and what we don't". Contraception (Review). 96 (5): 310–321. doi:10.1016/j.contraception.2017.07.168. PMID 28801053.
63. ↑  Charkoudian N, Hart EC, Barnes JN, Joyner MJ (June 2017). "Autonomic control of body temperature and blood pressure: influences of female sex hormones" (PDF). Clinical Autonomic Research (Review). 27 (3): 149–155. doi:10.1007/s10286-017-0420-z. hdl:1983/c0c1058c-553b-4563-8dd1-b047d9b672c1. PMID 28488202. S2CID 3773043. Archived (PDF) from the original on 10 May 2020. Retrieved 27 February 2021.
64. 1 2  Liu AY, Petit MA, Prior JC (2020). "Exercise and the hypothalamus: ovulatory adaptations".  In Hackney AC, Constantini NW (eds.). Endocrinology of Physical Activity and Sport. Contemporary Endocrinology. Springer International Publishing. pp. 124–147. doi:10.1007/978-3-030-33376-8_8. ISBN 978-3-030-33376-8. S2CID 243129220.
65. ↑  Prior 2020, p. 46.
66. ↑  Elmaoğulları S, Aycan Z (July 2018). "Abnormal uterine bleeding in adolescents". Journal of Clinical Research in Pediatric Endocrinology. 10 (3): 191–197. doi:10.4274/jcrpe.0014. PMC 6083466. PMID 29537383.
67. ↑  Prior 2020, p. 44.
68. ↑  Hernandez-Rey, AE (August 2, 2018). "Anovulation". Medscape. Medscape LLC. Archived from the original on 20 March 2021. Retrieved March 30, 2021.
69. ↑  Prior 2020, p. 50.
70. 1 2  Gudipally, Pratyusha R.; Sharma, Gyanendra K. (2022). "Premenstrual Syndrome". StatPearls. StatPearls Publishing. PMID 32809533. NBK560698.
71. ↑  Ferries-Rowe E, Corey E, Archer JS (November 2020). "Primary Dysmenorrhea: Diagnosis and Therapy". Obstetrics and Gynecology. 136 (5): 1047–1058. doi:10.1097/AOG.0000000000004096. PMID 33030880.
72. ↑  Appleton SM (March 2018). "Premenstrual syndrome: evidence-based evaluation and treatment". Clinical Obstetrics and Gynecology (Review). 61 (1): 52–61. doi:10.1097/GRF.0000000000000339. PMID 29298169. S2CID 28184066.
73. ↑  Nagy H, Khan MA (2020). "Dysmenorrhea". StatPearls (Review). PMID 32809669.
74. ↑  "Period pain". NHS (به انگلیسی). 19 October 2017. Archived from the original on January 2024. Retrieved 12 November 2022.
75. ↑  Nagy, Hassan; Khan, Moien AB (2022). "Dysmenorrhea". StatPearls. StatPearls Publishing. PMID 32809669. NBK560834.
76. ↑  Baker FC, Lee KA (September 2018). "Menstrual cycle effects on sleep". Sleep Medicine Clinics (Review). 13 (3): 283–294. doi:10.1016/j.jsmc.2018.04.002. PMID 30098748. S2CID 51968811.
77. ↑  Maddern J, Grundy L, Castro J, Brierley SM (2020). "Pain in endometriosis". Frontiers in Cellular Neuroscience. 14: 590823. doi:10.3389/fncel.2020.590823. PMC 7573391. PMID 33132854.
78. ↑  Matteson KA, Zaluski KM (September 2019). "Menstrual health as a part of preventive health care". Obstetrics and Gynecology Clinics of North America (Review). 46 (3): 441–453. doi:10.1016/j.ogc.2019.04.004. PMID 31378287. S2CID 199437314.
79. 1 2 3  Else-Quest & Hyde 2021, pp. 258–261.
80. ↑  Handy, Ariel B.; Greenfield, Shelly F.; Yonkers, Kimberly A.; Payne, Laura A. (2022). "Psychiatric Symptoms Across the Menstrual Cycle in Adult Women: A Comprehensive Review". Harvard Review of Psychiatry. 30 (2): 100–117. doi:10.1097/HRP.0000000000000329. ISSN 1067-3229. PMC 8906247. PMID 35267252. Archived from the original on 13 March 2024. Retrieved 13 March 2024.
81. 1 2  Jang, Daisung; Elfenbein, Hillary Anger (2019-04-03). "Menstrual Cycle Effects on Mental Health Outcomes: A Meta-Analysis". Archives of Suicide Research (به انگلیسی). 23 (2): 312–332. doi:10.1080/13811118.2018.1430638. ISSN 1381-1118. Archived from the original on 3 March 2022. Retrieved 13 March 2024.
82. 1 2  Carmichael MA, Thomson RL, Moran LJ, Wycherley TP (February 2021). "The impact of menstrual cycle phase on athletes' performance: a narrative review". Int J Environ Res Public Health (Review). 18 (4): 1667. doi:10.3390/ijerph18041667. PMC 7916245. PMID 33572406.
83. ↑  Pletzer B, Harris TA, Scheuringer A, Hidalgo-Lopez E (October 2019). "The cycling brain: menstrual cycle related fluctuations in hippocampal and fronto-striatal activation and connectivity during cognitive tasks". Neuropsychopharmacology. 44 (11): 1867–1875. doi:10.1038/s41386-019-0435-3. PMC 6785086. PMID 31195407.
84. ↑  Le J, Thomas N, Gurvich C (March 2020). "Cognition, the menstrual cycle, and premenstrual disorders: a review". Brain Sci (Review). 10 (4): 198. doi:10.3390/brainsci10040198. PMC 7226433. PMID 32230889.
85. ↑  Kruszka PS, Kruszka SJ (July 2010). "Evaluation of acute pelvic pain in women". Am Fam Physician (Review). 82 (2): 141–147. PMID 20642266. Archived from the original on 27 January 2021. Retrieved 4 March 2021.
86. ↑  Cleary M, Flanagan KW (2019). Acute and Emergency Care in Athletic Training. Human Kinetics. p. 340.
87. ↑  Brott, Nathan R.; Le, Jacqueline K. (2022). "Mittelschmerz". StatPearls. StatPearls Publishing. PMID 31747229. NBK549822.
88. ↑  Talsania M, Scofield RH (May 2017). "Menopause and rheumatic disease". Rheumatic Disease Clinics of North America (Review). 43 (2): 287–302. doi:10.1016/j.rdc.2016.12.011. PMC 5385852. PMID 28390570.
89. 1 2 3  Maguire MJ, Nevitt SJ (September 2021). "Treatments for seizures in catamenial (menstrual-related) epilepsy". The Cochrane Database of Systematic Reviews. 2021 (9): CD013225. doi:10.1002/14651858.CD013225.pub3. PMC 8444032. PMID 34528245.
90. 1 2  Sveinsson O, Tomson T (September 2014). "Epilepsy and menopause: potential implications for pharmacotherapy". Drugs & Aging. 31 (9): 671–675. doi:10.1007/s40266-014-0201-5. PMID 25079452. S2CID 21166687.
91. ↑  Nicole, Wendee (March 2014). "A Question for Women's Health: Chemicals in Feminine Hygiene Products and Personal Lubricants". Environmental Health Perspectives. 122 (3): A70–A75. doi:10.1289/ehp.122-A70. PMC 3948026. PMID 24583634.
92. ↑  Kim, Naeun (2015-11-10). "Soaking It Up With Menstrual Sea Sponges". Vice (به انگلیسی). Archived from the original on 2019-11-18. Retrieved 2019-11-18.
93. ↑  Stewart, Elizabeth Gunther. (2002). The V book: a doctor's guide to complete vulvovaginal health. Bantam Books. ISBN 978-0-307-49244-9. OCLC 773813783.
94. ↑  Natterson, Dr. Cara, and Josée Masse. The Care and Keeping of You 2 The Body Book for Older Girls. American Girl Publishing, 2012.
95. ↑  Benton, Emilia (2019-10-16). "These Are The Feminine Wipes Gynos Actually Recommend". Women's Health (به انگلیسی). Archived from the original on 2019-11-18. Retrieved 2019-11-18.
96. 1 2  Chair، Martha Canning, Target Health Education (۲۰۱۹-۰۹-۰۸). «Menstrual Health and the Problem with Menstrual Stigma». www.fawco.org (به انگلیسی). دریافت‌شده در ۲۰۲۴-۱۰-۱۴.
97. ↑  Tortora 2017, p. 948.
98. ↑  Polis CB, Hussain R, Berry A (June 2018). "There might be blood: a scoping review on women's responses to contraceptive-induced menstrual bleeding changes". Reproductive Health. 15 (1): 114. doi:10.1186/s12978-018-0561-0. PMC 6020216. PMID 29940996.
99. ↑  Tortora 2017, pp. 948–949.
100. 1 2 3  National Research Council (US), Committee on Population. (1989). "Contraception and Reproduction: Health Consequences for Women and Children in the Developing World". National Academies Press (US). Archived from the original on 14 March 2023. Retrieved 13 March 2024.
101. ↑  Brabaharan, Sharmila; Veettil, Sajesh K.; Kaiser, Jennifer E.; Raja Rao, Vrosha Rau; Wattanayingcharoenchai, Rujira; Maharajan, Marikannan; Insin, Putsarat; Talungchit, Pattarawalai; Anothaisintawee, Thunyarat (2022-01-14). "Association of Hormonal Contraceptive Use With Adverse Health Outcomes: An Umbrella Review of Meta-analyses of Randomized Clinical Trials and Cohort Studies". JAMA Network Open. 5 (1): e2143730. doi:10.1001/jamanetworkopen.2021.43730. ISSN 2574-3805. Archived from the original on 14 March 2024. Retrieved 13 March 2024.
102. ↑  Roach, Rachel E. J.; Helmerhorst, Frans M.; Lijfering, Willem M.; Stijnen, Theo; Algra, Ale; Dekkers, Olaf M. (2015-08-27). "Combined oral contraceptives: the risk of myocardial infarction and ischemic stroke". The Cochrane Database of Systematic Reviews. 2015 (8): CD011054. doi:10.1002/14651858.CD011054.pub2. ISSN 1469-493X. PMC 6494192. PMID 26310586. Archived from the original on 21 February 2024. Retrieved 13 March 2024.
103. ↑  Laws, S. (1990). Issues of Blood: The Politics of Menstruation. London: Macmillan.
104. ↑  Turnbull, C. M. (1960). "The Elima: a premarital festival among the Bambuti Pygmies". Zaïre. ۱۴: 175–92.
105. 1 2  Gottlieb, Alma (2020), "Menstrual Taboos: Moving Beyond the Curse", The Palgrave Handbook of Critical Menstruation Studies, Singapore: Springer Singapore, pp. 143–162, doi:10.1007/978-981-15-0614-7_14, ISBN 978-981-15-0613-0, PMID 33347165
106. 1 2  Leviticus 15:19-30, 18:19, 20:18
107. ↑  "Sahih Bukhari, Chapter: 6, Menstrual Periods". ahadith.co.uk.
108. ↑  Sridhar, Nithin. "Hindu View of Menstruation Part I: Menstruation as Ashaucha". India.today. Indica.today. Retrieved September 29, 2020.
109. ↑  Dunnavant, Nicki (2012). "Restriction and Renewal, Pollution and Power, Constraint and Community: The Paradoxes of Religious Women's Experiences of Menstruation". Sex Roles. 68 (1–2): 121–131. doi:10.1007/s11199-012-0132-8. S2CID 144688091.
110. ↑  Gottlieb, Alma (2020), "Menstrual Taboos: Moving Beyond the Curse", The Palgrave Handbook of Critical Menstruation Studies, Singapore: Springer Singapore, pp. 143–162, doi:10.1007/978-981-15-0614-7_14, ISBN 978-981-15-0613-0, PMID 33347165
111. ↑  Tadros, Emile (2015). Reconstruction the Origins of the Coptic Church through its Liturgy (به انگلیسی). McMaster Divinity College. p. 16.
112. ↑  Delaney, Janice (1988). The curse: a cultural history of menstruation. University of Illinois Press. ISBN 0-252-01452-9. OCLC 874804731.
113. ↑  Kaur-Singh, Nikky-Guninder (1993). The Feminine Principle in the Sikh Vision of the Transcendent. Cambridge University Press شابک ‎۰۵۲۱۴۳۲۸۷۱. pp. 4.
114. 1 2  Allen, Katherine;  et al. (2010). "More Than Just a Punctuation Mark: How Boys and Young Men Learn About Menstruation". Journal of Family Issues. 32 (2): 129–156. doi:10.1177/0192513X10371609. S2CID 145531604.
115. 1 2  Allen, Katherine R.; Kaestle, Christine E.; Goldberg, Abbie E. (2010). "More Than Just a Punctuation Mark: How Boys and Young Men Learn About Menstruation". Journal of Family Issues. 32 (2): 129–156. doi:10.1177/0192513x10371609. S2CID 145531604.
116. 1 2  Kirby, Douglas (February 2002). "The impact of schools and school programs upon adolescent sexual behavior". Journal of Sex Research. 39 (1): 27–33. doi:10.1080/00224490209552116. ISSN 0022-4499. PMID 12476253. S2CID 45063072.
117. ↑  Hatami, Mahnaz; Kazemi, Ashraf; Mehrabi, Tayebeh (2015-12-30). "Effect of peer education in school on sexual health knowledge and attitude in girl adolescents". Journal of Education and Health Promotion. 4: 78. doi:10.4103/2277-9531.171791. ISSN 2277-9531. PMC 4944604. PMID 27462620.
118. ↑  Kissling, Elizabeth Arveda (January 2006). "On the rag on screen: menarche in film and television". Sex Roles. 46: 5–12. doi:10.1023/A:1016029416750. S2CID 140521324.
119. ↑  Charisma, Tina (April 1, 2021). "A Brief History of Onscreen Periods". Vulture. Archived from the original on April 1, 2021. Retrieved August 31, 2022.
120. ↑  Lupton, Mary Jane (2012-08-22). "Under Wraps: A History of Menstrual Hygiene Technology (review)". Journal of the History of Sexuality (به انگلیسی). 21 (3): 578–581. doi:10.1353/sex.2012.0057. ISSN 1535-3605. S2CID 58760692.
121. ↑  ""You're a Young Lady Now": Menstrual Education Through Advertising". Radcliffe Institute for Advanced Study at Harvard University (به انگلیسی). 2014-07-16. Archived from the original on 18 January 2021. Retrieved 2020-09-24.
122. ↑  Røstvik, Camilla Mørk (June 2020). "Mother Nature as Brand Strategy: Gender and Creativity in Tampax Advertising 2007–2009". Enterprise & Society (به انگلیسی). 21 (2): 413–452. doi:10.1017/eso.2019.36. hdl:10023/19419. ISSN 1467-2227. S2CID 232148222.
123. ↑  Koskenniemi, Aino (2023-01-02). "Say no to shame, waste, inequality—and leaks! Menstrual activism in the market for alternative period products". Feminist Media Studies (به انگلیسی). 23 (1): 19–36. doi:10.1080/14680777.2021.1948885. ISSN 1468-0777.
124. ↑  Johnston-Robledo, Ingrid; Chrisler, Joan C. (2011-07-31). "The Menstrual Mark: Menstruation as Social Stigma". Sex Roles. 68 (1–2): 9–18. doi:10.1007/s11199-011-0052-z. ISSN 0360-0025.
125. ↑  Johnston-Robledo, Ingrid; Ball, Melissa; Lauta, Kimberly; Zekoll, Ann (2003-11-11). "To Bleed or Not to Bleed: Young Women's Attitudes Toward Menstrual Suppression". Women & Health (به انگلیسی). 38 (3): 59–75. doi:10.1300/J013v38n03_05. ISSN 0363-0242. PMID 14664305.
126. ↑  Cardoso LF, Scolese AM, Hamidaddin A, Gupta J (January 2021). "Period poverty and mental health implications among college-aged women in the United States". BMC Women's Health. 21 (1): 14. doi:10.1186/s12905-020-01149-5. PMC 7788986. PMID 33407330.
127. ↑  Saygin D, Tabib T, Bittar HE, Valenzi E, Sembrat J, Chan SY,  et al. (2022-02-22). "Transcriptional profiling of lung cell populations in idiopathic pulmonary arterial hypertension". Pulmonary Circulation. 10 (1): e2022009. doi:10.29392/001c.32436. PMC 7052475. PMID 32166015.
128. ↑  Feng, Jenny (2023-10-11). "End tax on menstrual products, Chinese women say". The China Project (به انگلیسی). Retrieved 2024-06-15.
129. ↑  Bobel C, Fahs B (2020). "From Bloodless Respectability to Radical Menstrual Embodiment: Shifting Menstrual Politics from Private to Public". Signs: Journal of Women in Culture and Society. 45 (4): 955–983. doi:10.1086/707802. S2CID 225085369.
130. ↑  Goldberg E (2021-01-13). "Many Lack Access to Pads and Tampons. What Are Lawmakers Doing About It?". The New York Times (به انگلیسی). ISSN 0362-4331. Retrieved 2021-11-01.
131. ↑  "State of the Period 2021" (PDF). Archived (PDF) from the original on 19 May 2021.
132. ↑  Sebert Kuhlmann A, Peters Bergquist E, Danjoint D, Wall LL (February 2019). "Unmet Menstrual Hygiene Needs Among Low-Income Women". Obstetrics and Gynecology. 133 (2): 238–244. doi:10.1097/AOG.0000000000003060. PMID 30633137. S2CID 58572334.
133. 1 2  Bellofiore N, Ellery SJ, Mamrot J, Walker DW, Temple-Smith P, Dickinson H (January 2017). "First evidence of a menstruating rodent: the spiny mouse (Acomys cahirinus)" (PDF). American Journal of Obstetrics and Gynecology (Journal article). 216 (1): 40.e1–40.e11. doi:10.1016/j.ajog.2016.07.041. PMID 27503621. S2CID 88779. Archived (PDF) from the original on 1 August 2021. Retrieved 2022-10-15.
134. ↑  Bellofiore, Nadia; Cousins, Fiona; Temple-Smith, Peter; Evans, Jemma (2019-02-01). "Altered exploratory behaviour and increased food intake in the spiny mouse before menstruation: a unique pre-clinical model for examining premenstrual syndrome". Human Reproduction (به انگلیسی). 34 (2): 308–322. doi:10.1093/humrep/dey360. ISSN 0268-1161. PMID 30561655. Archived from the original on 2022-10-25. Retrieved 2022-10-25.
135. 1 2  Catalini L, Fedder J (May 2020). "Characteristics of the endometrium in menstruating species: lessons learned from the animal kingdom†". Biology of Reproduction (Journal article). 102 (6): 1160–1169. doi:10.1093/biolre/ioaa029. PMC 7253787. PMID 32129461.
136. 1 2 3 4 5 6 7  Emera D, Romero R, Wagner G (January 2012). "The evolution of menstruation: a new model for genetic assimilation: explaining molecular origins of maternal responses to fetal invasiveness". BioEssays (Journal article). 34 (1): 26–35. doi:10.1002/bies.201100099. PMC 3528014. PMID 22057551. See BBC Earth lay summary, 20 April 2015.
137. ↑  Schjenken JE, Robertson SA (July 2020). "The female response to seminal fluid". Physiological Reviews (Review). 100 (3): 1077–1117. doi:10.1152/physrev.00013.2018. PMID 31999507. S2CID 210983017.
138. ↑  Muller MN (May 2017). "Testosterone and reproductive effort in male primates". Hormones and Behavior (Review). 91: 36–51. doi:10.1016/j.yhbeh.2016.09.001. PMC 5342957. PMID 27616559.
139. ↑  Martin RD (2007). "The evolution of human reproduction: a primatological perspective". American Journal of Physical Anthropology (Review). 134 (S45): 59–84. doi:10.1002/ajpa.20734. PMID 18046752. S2CID 44416632.
140. 1 2 3  Finn CA (June 1998). "Menstruation: a nonadaptive consequence of uterine evolution". The Quarterly Review of Biology (Review). 73 (2): 163–173. doi:10.1086/420183. PMID 9618925. S2CID 25135630.
141. ↑  Profet M (September 1993). "Menstruation as a defense against pathogens transported by sperm". The Quarterly Review of Biology (Review). 68 (3): 335–386. doi:10.1086/418170. PMID 8210311. S2CID 23738569.
142. ↑  Strassmann BI (June 1996). "The evolution of endometrial cycles and menstruation". The Quarterly Review of Biology (Review). 71 (2): 181–220. doi:10.1086/419369. PMID 8693059. S2CID 6207295.
143. 1 2  Brosens JJ, Parker MG, McIndoe A, Pijnenborg R, Brosens IA (June 2009). "A role for menstruation in preconditioning the uterus for successful pregnancy". American Journal of Obstetrics and Gynecology (Journal article). 200 (6): 615.e1–6. doi:10.1016/j.ajog.2008.11.037. PMID 19136085.
144. ↑  Roach RE, Helmerhorst FM, Lijfering WM, Stijnen T, Algra A, Dekkers OM (August 2015). "Combined oral contraceptives: the risk of myocardial infarction and ischemic stroke". The Cochrane Database of Systematic Reviews (8): CD011054. doi:10.1002/14651858.CD011054.pub2. PMC 6494192. PMID 26310586.